# Вотерлу и Сити линија
Вотерлу и Сити линија (енгл. Waterloo & City Line) је најкраћа линија лондонског метроа. Отворена је 11. јула 1898. и има само две станице: Вотерлу и Бенк (раније позната под именом Сити, одакле и потиче назив).

## Историја
Иницијално изграђена у склопу тадашње железничке компаније Лондон и Саут Вестерн Рејлвеј (енгл. London and South Western Railway), линија је замишљена као продужетак главне линије до станице Вотерлу која би касније била даље продужена и површински ишла до Ситија, самог језгра Лондона. Међутим, ову намеру је осујетила одлука из 1846. којом је била забрањена даља изградња надземне железнице у централном делу Лондона. Једино решење је било да целокупна линија буде подземна. Линија 1923. прелази у власништво Саутерн Рејлвеј (енгл. Southern Railway) а каснијом националзацијом свих британских железничких компанија, у Британске железнице 1948. У то време ова линија је третирана као и било која друга у склопу Британских железница, па је за ову кратку трасу постојала засебна карта. 1994. линија прелази у руке лондонске подземне за симболичну суму од 1 фунте.
Из у потпуности неразјашњених разлога, линија је међу многим становницима позната као Одвод (енгл. The Drain). Осим мале дужине овом надимку вероватно доприноси и чињеница да је ово једина линија лондонске подземне која је у потпуности, заједно и са депоом возова, изграђена испод земље. Ово је представљало посебан проблем у време када је линија имала засебну електрану. Тада је, наиме, било потребно да се са Вотерлу станице константно допрема угаљ вагонима и специјалним лифтом. Још једну потешкоћу представља и чињеница да је за потребе вађења возова (ради одржавања исл.) потребно ангажовати посебан кран и друмски превести јединице на одржавање.
На линији су током историје саобраћала само три типа возова:
- првобитна флота од 11 погонских локомотива и 11 вагона коју су напајали тада иновативни Сименсови електрични мотори и мењачи степена преноса. На њима је било имплементирано иновативно али релативно небезбедно решење преноса напона између возова у композицији које је касније забрањено на свим другим пројектима. Оно је решавало проблем повремених прекида у напајању струјом (и, последично, губитка осветљења у вагонима) од којег су патили сви возови који су саобраћали на систему са три шине. Ипак, ови возови су остали у употреби до 1940.
- оригиналне возове заменила је нова класа електричних возова, класа 487. Испорука ових возова, упркос ратном стању, није каснила.
- 1992. класу 487 заменили су возови серије 1992. који и данас саобраћају на овој линији

Линија је 2003. била затворена три недеље због промена које је било потребно извршити на свим возовима серије из 1992., који су једини возови који саобраћају на Вотерлу и Сити линији. Модификације је потакао озбиљан инцидент на Централној линији, после чега је утврђено да су сви возови ове серије, због фабричке грешке, изложени већој опасности од испадања из шина.

## Линија данас
Линија и данас има само две станице и депо за возове. Њена укупна дужина је 2,5 km. Годишње се на њој направи 9.616.000 путовања. Станице су:
- Вотерлу
- Банк

На свом путу, линија пролази испод Темзе.
Линија је затворена 1. априла 2006. због планираног реновирања целокупне инфраструктуре. Поново ће бити отворена у септембру 2006. Планирано је да се капацитет прошири за 25% до 2007. Одржавање линије поверено је, као што је то случај са низом линија лондонског метроа, Метронету.